# Marilou Addison
 (novembre 2022).
Pour les articles homonymes, voir Addison.
Marilou Addison, née dans la région de Montréal le 14 mai 1979, est une écrivaine québécoise. Autrice prolifique de littérature d'enfance et de jeunesse, elle publie également des romans d'horreur pour adulte.

## Biographie
Fille d'un père enseignant le français et d'une mère écrivaine, elle grandit à Montréal.
Elle détient un diplôme en littérature de l'Université de Montréal. 
Après avoir été commis de bibliothèque, libraire, attachée de presse et coordonnatrice du Prix Cécile Gagnon, elle se lance dans l'écriture d'ouvrages de littérature d'enfance et de jeunesse, qui appartiennent souvent au genre horreur ou fantastique.
À cet égard, elle est devenue attachée de presse puis finit par tomber enceinte de son premier enfant. À ce jour, elle s'occupe de ses trois enfants en essayant de garder un équilibre dans son domaine d'écrivaine.

## Œuvres

### Roman d'horreur
- Anita, éditions De Mortagne, coll. « Cobayes », 2014[3]
- Bouche cousue, éditions De Mortagne, 2019[4]

### Roman
- Abus de confiance, éditions Z'ailées, 2015[5]

### Littérature d'enfance et de jeunesse
- Lolita star, Éditions Andara, 2015
- Les Zozos du sport, Éditions Andara, 2016
- La Folle Vie de Bouboule Gomme, Éditions Andara, 2017
- Kung Fu Tim, Éditions Andara, 2017
- Fidji et ses drôles d'amimaux : au carnaval des poissons, Éditions Andara, 2017
- Bff (13 tomes) , Éditions Andara, 2017 en collaboration avec Geneviève Guilbault
- Les DIY de Maélie (13 tomes), Éditions Boomerang, 2019

#### Collection LOL[6]
- 1. LOL: Macaroni au fromage, éditions boomerang, 2017
- 2. LOL: Poutine italienne, éditions boomerang, 2017
- 3. LOL: Chips aux cornichons, éditions boomerang, 2017
- 4. LOL: Pâté Chinois, éditions boomerang, 2018
- 5. LOL: Pizza hawaienne, éditions boomerang, 2018
- 6. LOL: Biscuits secs, éditions boomerang, 2019
- 7. LOL: Pogo à la moutarde, éditions boomerang, 2020

#### Collection Tabou (12 ans et +)
- Solitude armée, collection Tabou, éditions De Mortagne, 2012[7]
- Onde de choc, collection Tabou, éditions De Mortagne, 2013
- Elle ou Lui, collection Tabou, éditions De Mortagne, 2016[8]
- 16 ans et papa, collection Tabou, éditions De Mortagne, 2017

#### Collection «Le journal de Dylane» (10 ans et +)[9]
- 1. Sloche à la framboise bleue, Éditions Boomerang, 2015
- 2. Chocolat chaud à la guimauve, Éditions Boomerang, 2015
- 3. Barbe à papa rose, Éditions Boomerang, 2016
- 4. Sandwich à la crème glacée, Éditions Boomerang, 2016
- 5. Pomme d'amour sucrée, Éditions Boomerang, 2016
- 6. Macaron framboise et chocolat, Éditions Boomerang, 2017
- 7. Bretzel géant au chocolat, Éditions Boomerang, 2017
- 8. Brochettes de bonbon, Éditions Boomerang
- 9. Popsicle au melon d'eau , Éditions Boomerang, 2018
- 10. Cupcake à la citrouille, Éditions Boomerang, 2019
- 11. Gaufres au chocolat, Éditions Boomerang, 2020
- 12. Popcorn rose, Éditions Boomerang, 2021
- 13. Cream puff, Éditions Boomerang, 2021
- 14.Tarte au citron, Éditions Boomerang, 2022
- 15. Thé aux perles, Éditions Boomerang, 2023
- 16. Meringue croquante, Éditions Boomerang, 2024
- 17. Bûche sucrée, Éditions Boomerang, 2024

#### Autres livres dans l'univers des romans «Le journal de Dylane
- 9 1/2 Le journal de Mirabelle: Gâteau au chocolat, Éditions boomerang, 2019
- 11 1/2 Le journal d'Émile: Machine à gommes, Éditions boomerang, 2020
- 13 3/4 Le journal de Mirabelle: Poire au chocolat, Éditions boomerang, 2022
- 15 1/2 Le journal de Collin: Pizza dessert, Éditions boomerang, 2023
- 17 1/2 Le journal d'Annabelle : Gâteau au fromage, Éditions boomerang, 2025

#### Collection «La malédiction d'Axelle»
- 1. Chat de ruelle, Éditions boomerang, 2023
- 2. Grenouille des marais, Éditions boomerang, 2024
- 3. Éléphant de la savane, Éditions boomerang, 2024
- 4. Oiseaux de proie, Éditions boomerang, 2025

#### Collection «La septième» (6-10 ans)[10]
- La Sphère magique, Éditions Boomerang, 2014
- Dans l'œil du chat, Éditions Boomerang, 2014
- L'Arbre sacré, Éditions Boomerang, 2014
- La Malédiction de la sphère, Éditions Boomerang, 2014
- Le Réveil de la dormeuse, Éditions Boomerang, 2015
- À la recherche du griot, Éditions Boomerang, 2016
- Le Tic-tac de l'horloge, Éditions Boomerang, 2017
- Docteur Sinistre, Éditions Boomerang, 2017
- Joëlle, Éditions Boomerang, 2017

#### Collection «Zone frousse» (8-12 ans)[11]
- La Ruelle des damnés, éditions Z'ailées, 2012
- Épouvante sur pellicule, éditions Z'Ailées, 2013
- Frayeur venue du ciel, éditions Z'ailées, 2014
- Gare au chien, éditions Z'Ailées, 2015

#### Collection «Lumignon» (6-10 ans)
- La Planète des Mignons, collection Z'Enfants, éditions Z'ailées, 2011
- Lumignon et la Mer de confettis, collection Z'Enfants, éditions Z'ailées, 2012
- Lumignon et la Planète de la rhubarbe, collection Z'Enfants, éditions Z'ailées, 2012
- Lumignon et l'Étoile glacée, collection Z'Enfants, éditions Z'ailées, 2013
- Lumignon et la Guerre des petits pois, collection Z'Enfants, éditions Z'ailées, 2015